# Philip Wiegratz
Philip Wiegratz (Magdeburgo, Alemania; 17 de febrero de 1993) es un actor alemán, cuya filmografía se compone de adaptaciones de libros infantiles ingleses y alemanes.

## Biografía
Wiegratz es más conocido por su interpretación de Augustus Gloop de Charlie y la fábrica de chocolate (2005). Cuando hizo el casting no llamó la atención, pero uno de los directores lo promocionó para hacer el papel de Augustus. Wiegratz perseveró hasta que finalmente fue el escogido para el papel. También, Wiegratz hizo sus propias escenas de peligro, donde debía caer al pozo de chocolate.

## Filmografía

### Películas
| Año  | Película                          |
| ---- | --------------------------------- |
| 2005 | Charlie y la fábrica de chocolate |
| 2005 | Es ist ein Elch entsprungen       |
| 2006 | Die Wilden Hühner                 |
| 2007 | Die Wilden Hühner und die Liebe   |
| 2009 | Die Wilden Hühner und das Leben   |
| 2012 | Lore                              |
| 2013 | Ruby Red                          |

### Televisión
| Año  | Película   |
| ---- | ---------- |
| 2006 | Berndivent |
| 2007 | Ki.Ka Live |